# Cleistocactus tarijensis
Cleistocactus tarijensis ist eine Pflanzenart in der Gattung Cleistocactus aus der Familie der Kakteengewächse (Cactaceae). Das Artepitheton tarijensis verweist auf das Vorkommen der Art in der Nähe der Stadt Tarija.

## Beschreibung
Cleistocactus tarijensis  wächst strauchig mit mehreren, aufrechten, zylindrischen, frisch grünen, zu Spitze verjüngten Trieben und erreicht bei Durchmessern von 4 bis 5 Zentimetern Wuchshöhen von 60 bis 70 Zentimetern. Es sind etwa 20 niedrige, stumpfe Rippen vorhanden. Die darauf befindlichen auffälligen, runden, weißlichen Areolen stehen eng beieinander. Die etwa 20 dünnen, nadeligen Dornen sind weißlich bis strohgelb und bis 2,5 Zentimeter lang. Sie lassen sich nicht in Mittel- und Randdornen unterscheiden.
Die röhrenförmigen, abstehenden Blüten erscheinen oft zahlreich in der Nähe der Triebspitzen und sind bis vier Zentimeter lang. Ihr Pericarpell zeigt schief aufrecht. Die orangerote Blütenröhre ist über dem Pericarpell waagerecht abgebogen. Sie ist mit wenigen Schuppen mit spärlichen, kurzen Haaren besetzt. Die äußeren Blütenhüllblätter sind rot, die inneren magentafarben mit weißlichen Spitzen und kaum ausgebreitet. Die kugelförmigen, hellroten Früchte sind mit grünlichen Schuppen besetzt und erreichen Durchmesser von bis 1,5 Zentimetern.

## Verbreitung und Systematik
Cleistocactus tarijensis ist im bolivianischen Departamento Tarija in der Provinz Cercado in Höhenlagen von 1800 bis 2100 Metern verbreitet.
Die Erstbeschreibung erfolgte 1956 durch Martín Cárdenas. Ein nomenklatorisches Synonym ist Cleistocactus hyalacanthus subsp. tarijensis (Cárdenas) Mottram (2002).

## Nachweise